# هلينة

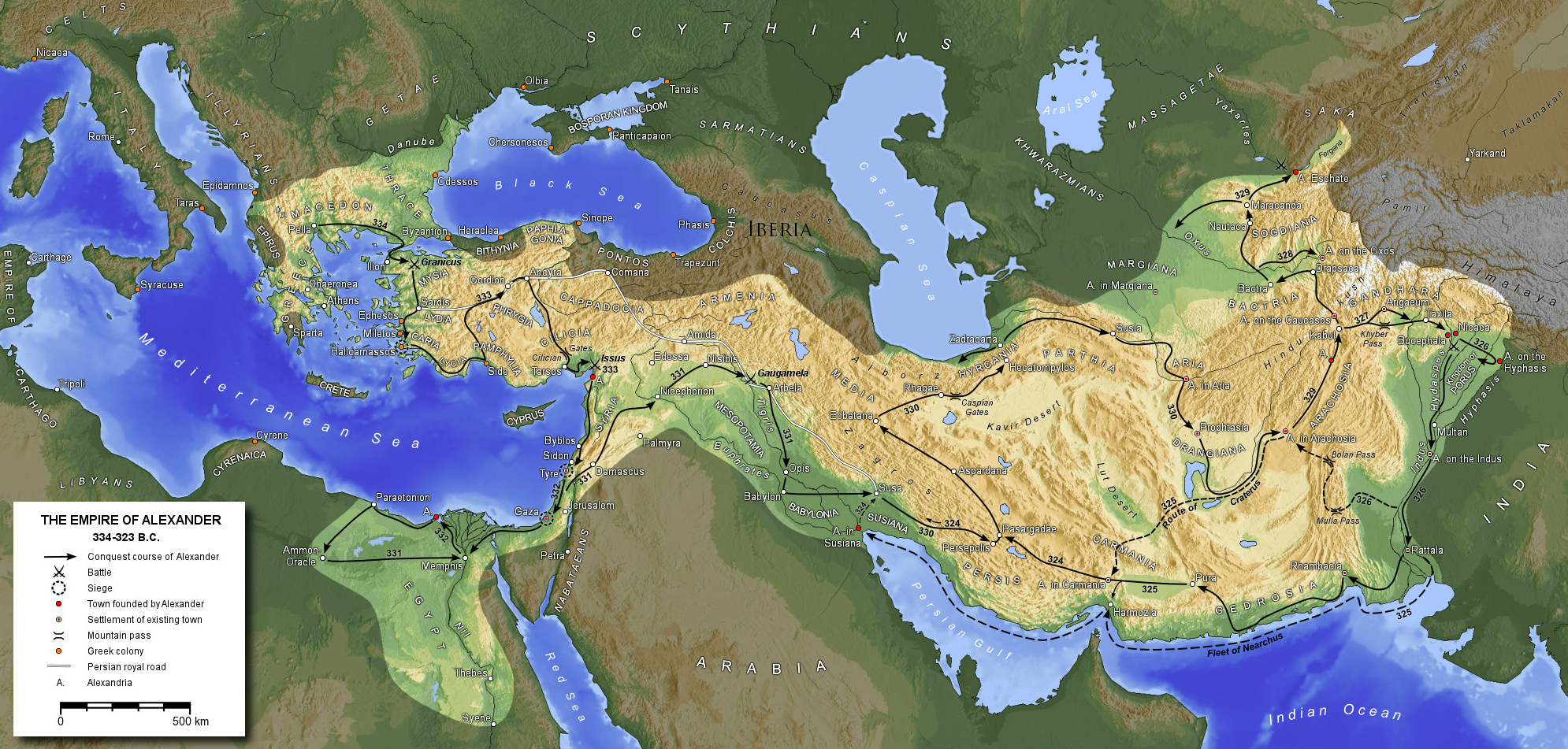

الهَلْيَنة (أو اليَوْنَنَة)، هي تحويل الناس إلى حضارة الهيلينية أو اليونانية، أي فرض الثقافة واللغة اليونانية ونشرها في كافة الأراضي التي ملكها العنصر الإغريقي المتمثل في الحكام اليونانيين أو المقدونيين أو الهلنستيين. وهو تعريب لمصطلح ألماني لاتيني (Hellenismus) صاغه المؤرخ الألماني يوهان گوستاڤ دريزن ليُشير إلى انتشار اللغة، والثقافة، والجمهرة اليونانية، في أراضي الإمبراطورية الفارسية خلال وبعد فتوحات الإسكندر الأكبر. وكانت الهلينة في أوج نشاطها آنذاك وعرفت تلك الفترة بالعصر الهلينستي وخلال هذه الفترة خرجت أعداد كبيرة من المستوطنين اليونانيين والمقدونيين إلى الأراضي المفتوحة وصارت اللغة اليونانية (الكوينه) هي اللغة الرئيسية، غير أن اللغات المحلية ظلت اللغات المستخدمة والمحكية، خاصة في الأرياف.

## الاستخدام التاريخي

### الفترة الكلاسيكية
إن هذه الفكرة تنطبق على عدد من السياقات التاريخية القديمة، ابتداء بهلينة أبكر الشعوب الذين استوطنوا اليونان وتوابعها مثل المينويين في كريت أو السيكوليين والإيليميين والسيكانيين في جزيرة صقلية، أو الإينوتريين و البروتيين en واللوكانيين في ماجنا غراسيا.

### الفترة الهلنستية
خلال الفترة الهلنستية وبعد موت الإسكندر الأكبر، تمت هلينة أعداد كبيرة من الآشوريين و اليهود والمصريين والفارسيين والفرثيين و الآرمن وعدد غير قليل من أعراق الشرق الأوسط ووسط آسيا. وقد تم هلينة الباختريين، وهم عرق إيراني سكنوا باختر (شمال أفغانستان المعاصرة)، خلال فترة المملكة الإغريقية البخترية وبعدها بفترة من الزمن جاءت الهلينة على العديد من القبائل القاطنة في المناطق الشمالية الغربية من شبه القارة الهندية (باكستان المعاصرة) خلال فترة حكم المملكة الهندية الإغريقية. كما كان هناك جهود هلينة على الثراقيين و الدردانيين en و الپايونيين en و الإليريين en جنوب خط جيريتشك بل وحتى وسط أقوام الغيتيين.

### العصور الوسطى
كما يمكن إطلاق صفة الهلينة على الإمبراطورية البيزنطية القروسطية وتأسيس قسطنطين الأول مدينة القسطنطينية (الإمبراطورية الرومانية الشرقية التي تم هلينتها). بالإضافة إلى ذلك، يمكن أن تطلق على تفوق الثقافة الإغريقية واللغة الإغريقية اليونانية بعد اعتلاء الإمبراطور هرقل عرش الحكم (حكم ما بين 610-641 م) خلال القرن السابع الميلادي.

### الحكم العثماني
إن الهلينة هي أيضاً من نتاج المكانة العليا للثقافة اليونانية و المستوى الرفيع التي تمتعت بها الكنيسة الأرثودوكسية المسكونية وسط المسيحيين الأرثوذكس في منطقة البلقان خلال فترة الحكم العثماني لها.

## الاستخدام الحديث
في عام 1909، صرحت هيئة معينة من قبل الحكومة اليونانية أن ثلث الفرى الموجودة في اليونان يجب أن تتغير بسبب تغيير اسمها إلى مسميات غير يونانية أو تسميتها بأسماء ليست يونانية المنشأ. فتم إطلاق صفة الهلينة على عملية استحداث المرادفات اليونانية الحديثة لها. كما تم استخدامها في الفترة الحديثة في السياسات التي تسعى إلى التوطين الثقافي والحضاري لبعض الأقليات الناطقة بغير اليونانية في الدولة اليونانية الحديثة. (الجمهورية الهيلينية)، أي هلينة بعض الأقليات في اليونان الحديثة. والكلمة لها معنى سلبي قوي اليوم في اليونان وهي تعطي فكرة منح الإقامة للمهاجرين غير الشرعيين.